# Roubo da taça Jules Rimet em 1966
O Roubo da taça Jules Rimet em 1966 foi o primeiro dos 2 roubos que a Taça Jules Rimet sofreu (o outro viria a ocorrer em 1983, na sede da CBF, no Rio de Janeiro).
No roubo de 1966, ocorrido em 20 de março daquele ano, a taça estava em Londres, no Central Hall de Westminster, como atração da mostra "Esportes com Selos", da feira filatélica Stampex.
Foi por conta desse roubo que, em 1968, a FIFA encomendou uma réplica da taça, que passou a ser apresentada como sendo a original em cerimônias e eventos promocionais da entidade.
O suspeito de ter participado no roubo, Edward Betchley, faleceu em 1969, de enfisema pulmonar.[carece de fontes?]

## Contexto Histórico
A Inglaterra iria sediar a Copa do Mundo FIFA de 1966. No dia 18 de março, quatro meses antes do mundial, a Taça Jules Rimet foi colocada em exposição no Westminster Central Hall, em Londres, como atração da mostra "Esportes com Selos", da feira filatélica Stampex. Apesar da intensa vigilância, no final da manhã do dia 20 de março, uma celebração religiosa em outra parte do prédio esvaziou o espaço onde a taça estava exposta. Aproveitando a oportunidade, o ladrão, sem nenhuma dificuldade, arrombou a porta, entrou na sala, arrebentou o cadeado da vitrine e levou a Taça. O roubo só foi percebido quando ocorreu a troca da guarda.
O roubo foi uma vergonha para os ingleses, além do mais a galeria de onde a taça foi roubada ficava a poucos metros da sede da polícia, a Scotland Yard. O caso imediatamente ganhou o noticiário internacional.[carece de fontes?]
Por conta do roubo do troféu, uma nova taça em ouro foi encomendada, com urgência e em segredo, pela Federação Inglesa de Futebol à ourivesaria Alexander Clarke, da capital britânica.

### Investigação do Crime
A Scotland Yard entrou em ação e abriu investigação para tentar recuperar a valiosa taça. Pistas indicaram para um tal de Jackson, que ameaçou derreter o troféu caso não recebesse a quantia de 15 mil libras. A nota com o pedido do resgate da taça foi entregue em um pacote, junto com a parte superior da Taça Jules Rimet, na sede do clube Chelsea, na região oeste de Londres.
Um encontro foi marcado. Um agente da polícia britânica encontrou, em um parque de Londres, com o tal do Jackson, que na verdade era um ex-soldado de nome Edward Betchley que havia lutado na Segunda Guerra Mundial.
Depois de apresentar uma pasta com o resgate -em notas falsas-, o agente seria levado por Betchley ao local do esconderijo. No caminho, Betchley percebeu que seu carro estava sendo seguido e tentou fugir. Preso, se recusou a indicar cúmplices ou o local onde estaria o troféu.
O ex-soldado acabaria condenado a dois anos de prisão, por tentativa de extorsão. Morreria em 1969.[carece de fontes?]

### Troféu encontrado por um cão
No dia 27 de março, um senhor de nome David Corbett passeava com seu cão chamado Pickles numa praça do Sul da capital inglesa quando este, farejando um arbusto, localizou o valioso troféu, enrolado por jornais.
Como prêmio por sua heroica descoberta, Pickles ganhou, além da fama, atuar em comerciais de TV e o fornecimento gratuito de comida de uma fábrica de ração.[carece de fontes?]
Um ano após o grande feito de sua existência, Pickles morreu, estrangulado pela própria coleira enquanto perseguia um gato. Foi enterrado no jardim da casa que Corbett comprou por causa de sua façanha. Está lá até hoje, com uma placa que diz: “Pickles, the finder of the World Cup 1966”.

### O verdadeiro culpado
Em 2018, uma reportagem investigativa do jornal inglês Daily Mirror chegou ao verdadeiro responsável pelo roubo da Jules Rimet: Sidney Cugullere, um arrombador profissional, à época com 40 anos de idade. Falecido em 2005, Cugullere chegou a cumprir pena por outros crimes, mas sua resposabilidade pelo roubo da taça nunca havia sido descoberta pelas autoridades; somente as pessoas próximas a ele (como seu irmão Reginald, que o ajudou a esconder o produto do roubo) sabiam. Quanto a Edward Betchley, ele esteve de fato envolvido no crime, mas apenas como negociante do resgate; ele e Cugullere eram conhecidos, mas Betchley nunca o delatou.

### Consequências do episódio
Como consequência deste episódio, em 1968 a FIFA encomendou uma réplica da taça, que passou a ser apresentada como sendo a original em cerimônias e eventos promocionais da entidade.